# NGC 3014
NGC 3014 is een spiraalvormig sterrenstelsel in het sterrenbeeld Sextant. Het hemelobject werd op 19 februari 1830 ontdekt door de Britse astronoom John Herschel.

## Synoniemen
- MCG -1-25-43
- PGC 28222